# 1954 au Canada
Pour un article plus général, voir Chronologie du Canada.
Cet article traite des événements qui se sont produits durant l'année 1954 au Canada.

## Événements
- 15 octobre : l'Ouragan Hazel a fait 81 morts sur Toronto.

### Politique
- Harold Connolly devient premier ministre de la Nouvelle-Écosse.
- Mise en service des stations de radar de la Ligne Pinetree.

#### Visite royale
- 29 juillet au 17 août : Le prince Philip visite le Québec, l'Ontario et la Colombie-Britannique.
- 27 août au 14 septembre : La princesse Alexandra de Kent et la duchesse Marina de Kent visitent le Nouveau-Brunswick, le Québec et l'Ontario
- 12 au 17 novembre : La reine mère Elizabeth visite Ottawa

### Justice
- 1er juillet : Patrick Kerwin est nommé juge en chef à la cour suprême et Douglas Charles Abbott y entre comme juge également.

### Sport

#### Hockey
- Fin de la Saison 1953-1954 de la LNH suivi des Séries éliminatoires de la Coupe Stanley 1954. Les Red Wings de Détroit remportent la Coupe Stanley contre les Canadiens de Montréal.
- 7 mars : Championnat du monde de hockey sur glace 1954. L'équipe de l'Union soviétique bat l'équipe du Canada.
- Les Teepees de Saint Catharines remportent la Coupe Memorial 1954.
- Début de la Saison 1954-1955 de la LNH.

#### Football
- Fondation du club de football des Lions de la Colombie-Britannique.

#### Autres
- 30 juillet au 7 août : jeux de l'Empire britannique et du Commowealth à Vancouver.

### Économie
- 13 mai : le Canada et les États-Unis s'entendent sur le projet de nouvelle voie maritime du Saint-Laurent pour relier les Grands Lacs.
- Fondation de la compagnie alimentaire Saputo.

### Science
- Publication par H.S.M. Coxeter d'un ouvrage sur les polyèdres uniformes.
- Le brise glace CCGS Labrador est le premier navire canadien à effectuer la circumnavigation de l'Amérique du Nord.
- Fondation de l'Institut de Cardiologie de Montréal par Paul David.

### Culture
- 23 avril : fondation du poste de radio CJMS par Charles-Émile Gadbois.
- Chanson Rapide Blanc de Oscar Thiffault.

#### Télévision
- Téléroman Le Survenant.
- Émission pour enfant Pépinot.

### Religion
- L'église de Notre-Dame du Cap au Cap-de-la-Madeleine devient Basilique mineure.
- Fondation de la Conférence religieuse canadienne.

## Naissances
- Eleni Bakopanos, ancienne femme politique fédérale.
- 3 février : Tiger Williams, ancien joueur professionnel de hockey sur glace.
- 4 mars : Catherine O'Hara, actrice.
- 17 avril : Roddy Piper, acteur et ancien catcheur.
- 24 avril : Chantal Hébert, journaliste.
- 14 mai : Danny Gare, ancien joueur professionnel de hockey sur glace.
- 16 mai : Dafydd Rhys Williams, astronaute.
- 28 mai : John Tory, homme d'affaires et chef du Parti progressiste-conservateur de l'Ontario.
- 28 juin : Jean-Serge Brisson, chef du Parti libertarien du Canada de 1999 à 2008.
- 6 juillet : Brian Pallister, homme politique de la circonscription fédérale de Portage—Lisgar.
- 16 août : James Cameron, réalisateur de films.
- 5 octobre : David Christopherson, ancien homme politique.
- 21 octobre : Brian Tobin, homme politique fédéral.
- 7 novembre : Guy Gavriel Kay, écrivain.
- 24 novembre : Stuart Murray (en), chef du Parti progressiste-conservateur du Manitoba de 2000 à 2006.
- 14 décembre : Steven MacLean, astronaute.

## Décès
- 31 mars : John Walter Jones premier ministre de l'Île-du-Prince-Édouard.
- 13 avril : Angus Lewis Macdonald, premier ministre de la Nouvelle-Écosse.
- 26 mai : Lionel Conacher, athlète.
- 27 mai : Édouard Montpetit, avocat.
- 6 août : Emilie Dionne, l'une des Sœurs Dionne.
- 9 octobre : Olivier Guimond, père, comédien du burlesque.
- 17 décembre : Roméo Vachon, aviateur.